# 尼崎築港

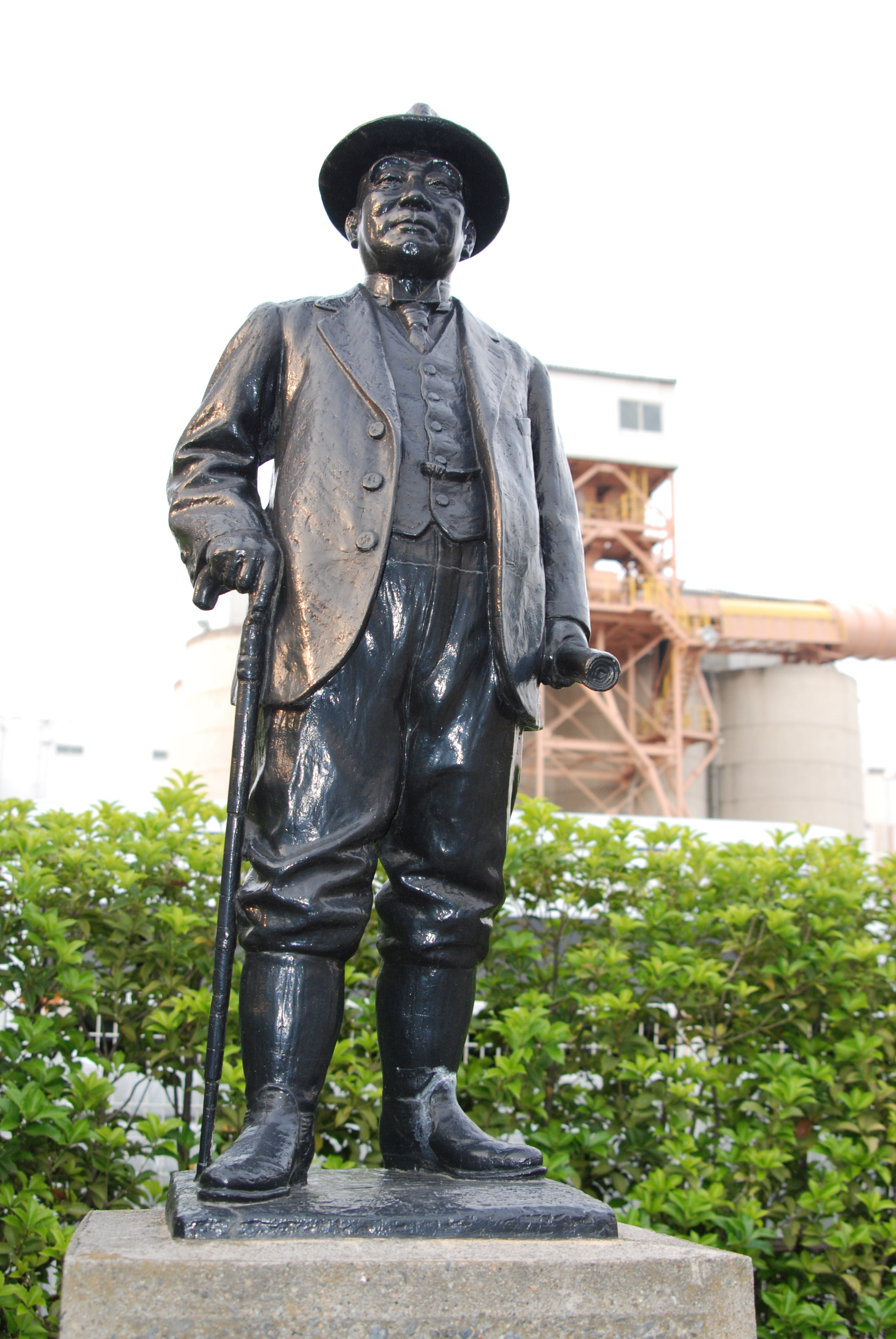
浅野総一郎の銅像

尼崎築港（あまがさきちっこう）は、浅野総一郎が設立した会社で、尼崎市沿岸を埋め立てて臨海工業地域を築いた。
戦前は築港等、戦後は不動産賃貸業を営んでいる。

## 設立
浅野総一郎は埋立築港事業を浅野財閥の主要事業とした。そして、鶴見・川崎に臨海工業地帯を築こうと1913年（大正2年）から浅野埋立を行っていた。それと同じように、尼崎沿岸を埋め立て、防波堤も築いて、水深9メートルまで浚渫して一万トンの船が工場に接岸できるようにして、商工業港つきの臨海工業地帯を建設しようと考えた。そこで1926年（大正15年）2月に浅野は埋立て願いを兵庫県に申請した。ところが、同年8月に山下汽船の山下亀三郎が三漁業組合と連名で、同じような埋立を申請をした。そこで、知事の意向をうけて、浅野と山下は合同事業にして、1928年（昭和3年）1月23日に申請し直した。尼崎市と大庄村が埋立を歓迎したので、1928年（昭和3年）5月28日に兵庫県は許可を出した。但し、約70万坪の埋立を申請したのに、約50万坪しか許可されなかった。地元の漁業組合には約22万円の補償金を支払った。
1929年（昭和4年）3月16日に浅野総一郎は資本金1000万円（250万円払込）で尼崎築港株式会社を設立すると社長に就任した。筆頭株主は浅野財閥の東京湾埋立（現在の東亜建設工業）で、持株比率が約61%、第二位の山下汽船は約24%だった。個人を含めると浅野財閥が67%で山下汽船が30%だった。

## 埋立工事の準備
海底を浚渫した土砂で埋め立てるので、浚渫ポンプ船武庫丸が一番重要だった。これは750馬力の電動ポンプ船で、全長36.5m、幅9.8mの船体を浅野造船所が製造し、電気関係は日立製作所が、150馬力電動機一台を芝浦製作所が製造した。武庫丸は1929年（昭和4年）11月に進水した。さらに、全長15m、幅6.7mのウォータージェット船（杭打船）蓬丸を原田造船所が製造し、東京湾埋立から譲り受けた50馬力ジェットポンプを取り付けて、1930年（昭和5年）5月に進水した。他にも浅野物産を介して木津川造船鉄工所に全長17.7m、幅6.7mのクラブ式浚渫船第一庄下丸を発注して、1933年（昭和8年）8月に受け取った。護岸材料のコンクリート製品制作工場は1930年（昭和5年）11月に完成した。その隣にコンクリート製ケーソン製造工場が1933年（昭和8年）4月に完成した。その他では、既に水没していた沿岸の私有干拓地約16万坪を買収した。

## 関連事業

### 尼崎鉄道
浅野総一郎は、鶴見・川崎の埋立地に鶴見臨港鉄道（現在のJR鶴見線）を敷設した。それと同じように尼崎の埋立地に尼崎鉄道の敷設を計画して、阪神築港と共同で鉄道敷設免許を1928年（昭和3年）7月に申請した。それによれば、東海道本線神崎駅（現在の尼崎駅）から中浜を経て鳴尾までの幹線と、中浜から尼崎築港埋立地に櫛状に分岐する四本の支線と、鳴尾から阪神築港埋立地に至る支線を敷設する、延長14.4kmの計画だった。ところが、翌年6月に許可されたのは、幹線の9.7kmだけだった。その後、尼崎築港の単独事業に変更した。さらに、神埼駅での乗り入れが困難になったので、起点を福知山線の尼崎駅に変更して、線路延長7.5kmに計画を変更した。ところがこの鉄道計画は、戦時体制の強化で停滞し、敗戦で頓挫した。1955年（昭和30年）3月に尼崎築港は鉄道起業廃止を国に申請して、5月に許可された。それまでに鉄道用地として14600坪を買収していた。

### バス
尼崎築港は、鉄道の補助としてバス事業を申請した。道意〜阪神国道大島駅〜武庫川大橋〜阪神電鉄武庫川駅〜又兵衛新田〜道意の経路を東回りと西回りで、12人乗りバス二台で運行する許可を1932年（昭和7年）2月に得て6月に営業を開始した。1940年（昭和15年）には埋立地に工場ができたので、トヨタ四台とフォード三台の合計七台のバスで運営し、利用者が八倍になった。しかしながら、戦時統制で企業統合する政府方針に従い、1941年（昭和16年）3月に、バスと事業を阪神国道自動車に譲渡した。

### 貨物自動車運送事業
尼崎築港は1939年（昭和14年）6月に、既存の八つの業者を買収して、貨物自動車43台で運送業を始めたが、翌年10月には阪神貨物自動車運輸を設立して運送業をまかせた。さらに12月には阪神国道自動車と折半で、58台の車を所有する伊丹自動車運送を買収した。両社の経営は順調だったが、当局の指導によって、1944年（昭和19年）2月に尼崎貨物自動車運送と合併して阪神統貨運輸となった。

### 私設水道
鶴見・川崎埋立地では、当初、浅野総一郎が設立した橘樹水道株式会社が給水を行った。同じように、尼崎築港は、埋立地と大庄村に給水するための私設水道を計画した。大庄村内の武庫川河川敷の伏流水を水源にして、四万人に給水する予定だった。1930年（昭和5年）6月に私設水道敷設を申請したが、兵庫県は阪神上水道市町村組合による水道敷設を計画していたので、許可されなかった。

## 浅野総一郎の死と後継者
1930年（昭和5年）11月9日に浅野総一郎が没すると、翌月に長男の浅野泰治郎が社長に就任し、翌年2月に浅野総一郎（二代目）を襲名した。1940年（昭和15年）12月末には、浅野泰治郎が辞任して浅野義夫が社長に就任した。

## 工事の計画
西の武庫川河口から東の神崎川河口までの公有水面埋立予定地約52万坪を、西から順番に第一区から第七区に分けて、さらに、第一区・第二区・第三区・第七区は北と南で一号とニ号に分ける。それぞれの区画は幅145m〜60mの運河で区分して深さ7.5mと5.5mと3.5mに浚渫する。約46万坪の錨地は深さ9mと7.5mに浚渫し、外海につながる幅200m長さ約1.2kmの航路は深さ9mに浚渫する。長さ468mの西防波堤と1476mの東防波堤を建設する。1939年（昭和14年）か1940年（昭和15年）に全ての工事を完成する。以上のような計画だった。

## 難航した工事

### 埋立工事
昭和恐慌の最中の1930年（昭和5年）3月に、第四区と隣の中浜新田から埋め立て始めた。蓬川が狭かったので、東京湾埋立から小型の浚渫船田島丸を雇船して三ヶ月間作業してから、ようやく浚渫船武庫丸を用いて、約15万坪の埋立を1934年（昭和9年）に完了した。1937年（昭和12年）3月に防波堤と護岸が完成すると第四区が竣工認可された。関西共同火力発電への第三区一号埋立地売却が決定すると、第四区の工事を中断して、1931年（昭和6年）3月から工事を始めて、同年中に約6万坪の埋立を完了し、護岸と防波堤が完成した1935年（昭和10年）12月に竣工認可された。第三区二号地の約8万坪は、1934年（昭和9年）2月から1938年（昭和13年）まで埋立工事をし、岸壁が完成した1942年（昭和17年）7月に竣工認可された。第二区・喜左衛門新田・四郎兵衛新田・砂浜寄洲の約12万坪は1935年（昭和10年）6月から1940年（昭和15年）までで埋め立てを完了したが、防波堤が未完成だったので、認可されたのは戦後の1948年（昭和23年）だった。第一区は1935年（昭和10年）から1937年（昭和12年）までで南の護岸工事を完成したが、西の護岸は戦後に完成した。第一区の埋立工事は最後まで行わなかった。第五区は1940年（昭和15年）に埋立を始めたが電力不足のために5500坪で中止して放棄した。

### 防波堤工事
1933年（昭和8年）8月から西防波堤の工事を始めたが、1934年（昭和9年）9月に室戸台風で、据え付けたケーソン15個が沈下するという被害を受けた。設計を変更して復旧補強したので工事が約一年遅れた。ようやく1937年（昭和12年）3月に西防波堤が完成した。1939年（昭和14年）から東防波堤の工事を始めたが、重油が不足して作業船が稼働できず、工事が中断してしまった。

### 戦時統制経済で工事中断
1937年（昭和12年）7月に日中戦争が勃発すると、戦時経済統制が始まり、埋立事業は軽視された。1939年（昭和14年）には電力供給制限で浚渫船の昼間運転を中止した。翌年にはセメント割当量が不足し、1941年（昭和16年）には、船舶燃料不足で砂利の運搬に支障が出た。太平洋戦争開戦後は細々とした工事しかできなかった。

## 埋立地の売却・賃貸は順調
1931年（昭和6年）の満州事変以後、軍需景気で重化学工業が発展し、埋立地の売却・賃貸は順調だったが、太平洋戦争が始まると駄目になった。結果的に公共用地や自社用地を除いた39万坪のうち38万坪を売却・賃貸した。一坪当たりの売却単価は、1931〜1935年（昭和6〜10年）は27〜30円、1937〜1938年（昭和12〜13年）は40〜45円、1939年（昭和14年）は50円、1940年（昭和15年）以後は70円と、高騰していった。
尼崎築港は、積極的に売り込みをして、1931〜1935年（昭和6?10年）に関西共同火力発電に第三区の7万8千坪を売却した。日本発送電になってからも、1939〜1944年（昭和14〜19年）に第三区の約1万8千坪を売却した。浅野財閥の尼崎製鋼所には、1934〜1942年（昭和9〜17年）に中浜新田の約2万5千坪を売却した。大阪製鈑には、1932〜1937年（昭和7〜12年）中浜新田の約1万2千坪を売却した。尼崎製鉄には、1938〜1940年（昭和13〜15年）に第二区の約3万6千坪を売却した。日本亜鉛鍍（その後日本亜鉛鍍鋼業や日亜製鋼に改称）には、1933〜1939年（昭和8〜14年）に第四区の一万坪と中浜新田の約1万7千坪を売却した。日本石油には、浅野物産を介して営業し、1933年（昭和8年）に第三区の3万坪を売買契約したが、変更になって、1935〜1937年（昭和10〜12年）に第二区・砂浜寄洲・四郎兵衛新田の約4万4千坪を売却した。尼崎船渠には、1939〜1942年（昭和14〜17年）に第三区の約1万9千を売却した。尼崎人造石油には、1939〜1943年（昭和14〜18年）に砂浜寄洲・第二区の2万3千坪を売却した。昭和産業には、1937年（昭和12年）に第四区の約2万4千坪を売却した。極洋捕鯨には、1940年（昭和15年）に第二区の約一万坪を売却した。

## 戦後

### 財閥解体
戦後の1945年（昭和20年）12月に浅野泰治郎（二代目浅野総一郎）・浅野良三・安田善五郎は自発的に役員を退任した。翌年の4月に浅野義夫が社長を退任したので岡部三郎が社長に就任した。1949年（昭和24年）には、山下汽船の持株を尼崎築港の埋立地と交換して処分し、浅野財閥の東亜港湾工業（東京湾埋立が改称した会社、現在の東亜建設工業）の持株を64人の従業員に譲渡処分した。人的支配でも資本でも事業でも、浅野財閥や山下汽船との繋がりが無くなった。

### 埋立中止
終戦時に、まだ埋立工事は完了していなかったが、当時の日本経済の状況や尼崎築港の経営状況では、工事続行は不可能だった。そこで、兵庫県と協議して、工事を中止することにした。公有水面埋立は第三区・第四区・第二区の約27万坪で中止になったが、これは計画の52%でしかなかった。隣接民地を含めて約45万8千坪で尼崎築港による埋立工事は中止された。結局、計画されていた第一区・第五区・第六区・第七区は埋め立てられなかったし、東防波堤も築かれなかった。尼崎築港の希望によって、埋立地の地名が決まった。浅野総一郎の家紋の扇から第二区を扇町、扇の別名から第三区を末広町（扇は末広がり）、浅野埋立の鶴見から第四区を鶴町と命名した。
戦後は埋立築港をやめて、不動産販売賃貸業を営むようになった。この尼崎築港の埋め立てによって、尼崎市は阪神工業地帯のなかで重要な地位を占めるようになった。